# القصر المسكون
القصر المسكون (بالكورية: 귀궁)؛ هو مسلسل تلفزيوني كوري جنوبي، من بطولة يوك سونغ-جاي، بونا، كيم جي هون، عرض على قناة SBS TV في 18 أبريل الى 7 يونيو 2025، بث فترة الجمعة والسبت الساعة 22:00 بتوقيت (KST).

## ملخص
دراما تاريخية خيالية رومانسية تدور حول الشامان يوري (بونا)، وثعبان أسطوري يتخذ جسد حبها الأول جاب يون (يوك سونغجاي)، يواجهان معًا روحًا انتقامية، تستهدف العائلة المالكة."

## طاقم

### رئيسي
- يوك سونغ جاي في دور يون جاب: مفتش ملكي تتغير حياته بشكل غير متوقع عندما يصبح مسكونًا بروح مؤذية.[8]
- بونا في دور يو-ري: يو ري شامان ماهرة، تربطها صلة قوية بالعالم الروحي، وتكنّ حبًا عميقًا ليون غاب.[6]
- كيم جي هون في دور الملك لي سيونغ: ملكٌ إصلاحي يحلم بأمة جوسون قوية. تستمر أحداث غريبة ومروعة في القصر، مرتبطة بالأشباح الأنثوية القوية، التي تحمل ضغينة ضد العائلة المالكة. للتخلص من الأشباح، يتعاون مع يون غاب ويو-ري.[6]

### داعم
- شين سول كي في دور تشوي إن سون[9]

الابنة الوحيدة لتشوي وون وو، وهي عائلة بارزة في جوسون.
- كيم سانغ هو في دور بونغ سان: قاضي أعمى. دو سانغ سو من ماينج تشيونج، كان في الأصل ساحرًا منخفض المستوى يكسب عيشه من خلال استدعاء الأرواح الشريرة[10]
- سون بيونغ-هو في دور كيم بونغ-إن: رئيس الوزراء. جد الملك لأمه. لقد كان دائمًا داعمًا سياسيًا قويًا للملك الذي فقد والده منذ 13 عامًا.[11]
- جيل هاي يون في دور نيوب دوك: جدة يو ري. امراة ذات قدرات نفسية ممتازة، لقد كانت شامانًا يُنظر إليها بازدراء، لكنها عملت بجد طوال حياتها للوفاء بواجباتها كشامان.[12]
- هان سو إيون في دور الملكة بارك: زوجة الملك، عندما كانت في العاشرة من عمرها، دخلت القصر وأقامت حفل زفاف مع الملك. وبما أنها نشأت مع الملك، الذي كان ولي العهد في ذلك الوقت، فقد شاركات التاريخ العائلي المأساوي للملك.[13]
- كيم ان-كون في دور كيم اونج-سون: خصي مخلص يخدم منذ عهد الملك السابق[14]
- تشا تشونغ هوا في دور يونغ جيوم: والدة يون جاب.[1]
- إي وون جونغ في دور الراهب جاسوب: أستاذ في جيوبيونجسيك، وهي طقوس طرد الأرواح الشريرة.[15]
- هان سوو-إيون في دور دا-بي: الزوجة الثانية للملك السابق.[15]

### ظهور خاص
- كيم يونج كوانج[16]

## المشاهدات
| الموسم | الموسم | رقم الحلقة | رقم الحلقة | رقم الحلقة | رقم الحلقة | رقم الحلقة | رقم الحلقة | رقم الحلقة | رقم الحلقة | رقم الحلقة | رقم الحلقة | رقم الحلقة | رقم الحلقة | رقم الحلقة | رقم الحلقة | رقم الحلقة | رقم الحلقة | المتوسط     |
| الموسم | الموسم | 1          | 2          | 3          | 4          | 5          | 6          | 7          | 8          | 9          | 10         | 11         | 12         | 13         | 14         | 15         | 16         | المتوسط     |
| ------ | ------ | ---------- | ---------- | ---------- | ---------- | ---------- | ---------- | ---------- | ---------- | ---------- | ---------- | ---------- | ---------- | ---------- | ---------- | ---------- | ---------- | ----------- |
|        | 1      | 1.733      | 1.580      | 1.696      | 1.704      | 1.615      | 1.572      | 1.777      | 1.794      | 1.998      | 1.893      | 1.605      | 1.819      | 1.690      | 1.745      | 1.756      | 2.078      | ستُعلن لاحقًا |

| الحلقات | تاريخ البث    | تقييمات (نيلسن كوريا) | تقييمات (نيلسن كوريا) |
| الحلقات | تاريخ البث    | على الصعيد الوطني     | سيئول                 |
| ------- | ------------- | --------------------- | --------------------- |
| 1       | 18 أبريل 2025 | 9.2%                  | 9.2%                  |
| 2       | 19 أبريل 2025 | 8.3%                  | 8.4%                  |
| 3       | 25 أبريل 2025 | 9.3%                  | 9.0%                  |
| 4       | 26 أبريل 2025 | 9.2%                  | 8.8%                  |
| 5       | 2 مايو 2025   | 8.8%                  | 8.2%                  |
| 6       | 3 مايو 2025   | 8.8%                  | 8.3%                  |
| 7       | 9 مايو 2025   | 9.8%                  | 9.6%                  |
| 8       | 10 مايو 2025  | 9.5%                  | 9.1%                  |
| 9       | 16 مايو 2025  | 10.7%                 | 10.0%                 |
| 10      | 17 مايو 2025  | 9.8%                  | 9.3%                  |
| 11      | 23 مايو 2025  | 8.7%                  | 8.1%                  |
| 12      | 24 مايو 2025  | 9.7%                  | 9.1%                  |
| 13      | 30 مايو 2025  | 9.8%                  | 9.3%                  |
| 14      | 31 مايو 2025  | 9.5%                  | 9.1%                  |
| 15      | 6 يونيو 2025  | 9.4%                  | 9.0%                  |
| 16      | 7 يونيو 2025  | 11.0%                 | 10.1%                 |
| متوسط   | متوسط         | __                    | __                    |

## الإنتاج
المسلسل من نوع تاريخي فانتازيا من إخراج يون سيونغ سيك (مخرج سابق لدي KBS)، الذي عمل على قناع العروس (2012)، أنت الأفضل! (2013)، السيد الملكة (2020)، ومن كتابة يون سو جونغ، الذي كتب وجه الملك (2014) ابتهج! (2015) وانتاجه من قبل استوديو اس بي اس بتعاون مع شركة الانتاج اي ويل ميديا. وفقا لصحيفة ويكيتري الكورية فقد كلف انتاج المسلسل حوالي 20 مليار وون.

## روابط خارجية
- الموقع الرسمي
 (بالكورية)
- القصر المسكون على موقع IMDb (الإنجليزية)
- القصر المسكون على موقع نتفليكس (الإنجليزية)
- القصر المسكون على موقع قاعدة بيانات الفيلم (الإنجليزية)
- القصر المسكون على هانسينما